# Harpactea gaditana
Harpactea gaditana là một loài nhện trong họ Dysderidae.
Loài này thuộc chi Harpactea. Harpactea gaditana được Carlo Pesarini miêu tả năm 1988.